# RPI Engineers
RPI Engineers är en idrottsförening tillhörande Rensselaer Polytechnic Institute och har som uppgift att ansvara för universitetets idrottsutövning.

## Idrotter
Engineers deltager i följande idrotter:
| Herrar - Amerikansk fotboll - Baseboll - Basket - Fotboll - Friidrott - Golf - Ishockey - Lacrosse - Simhopp - Simning - Tennis - Terränglöpning | Damer - Basket - Fotboll - Friidrott - Ishockey - Lacrosse - Landhockey - Simhopp - Simning - Softboll - Tennis - Terränglöpning |

## Idrottsutövare

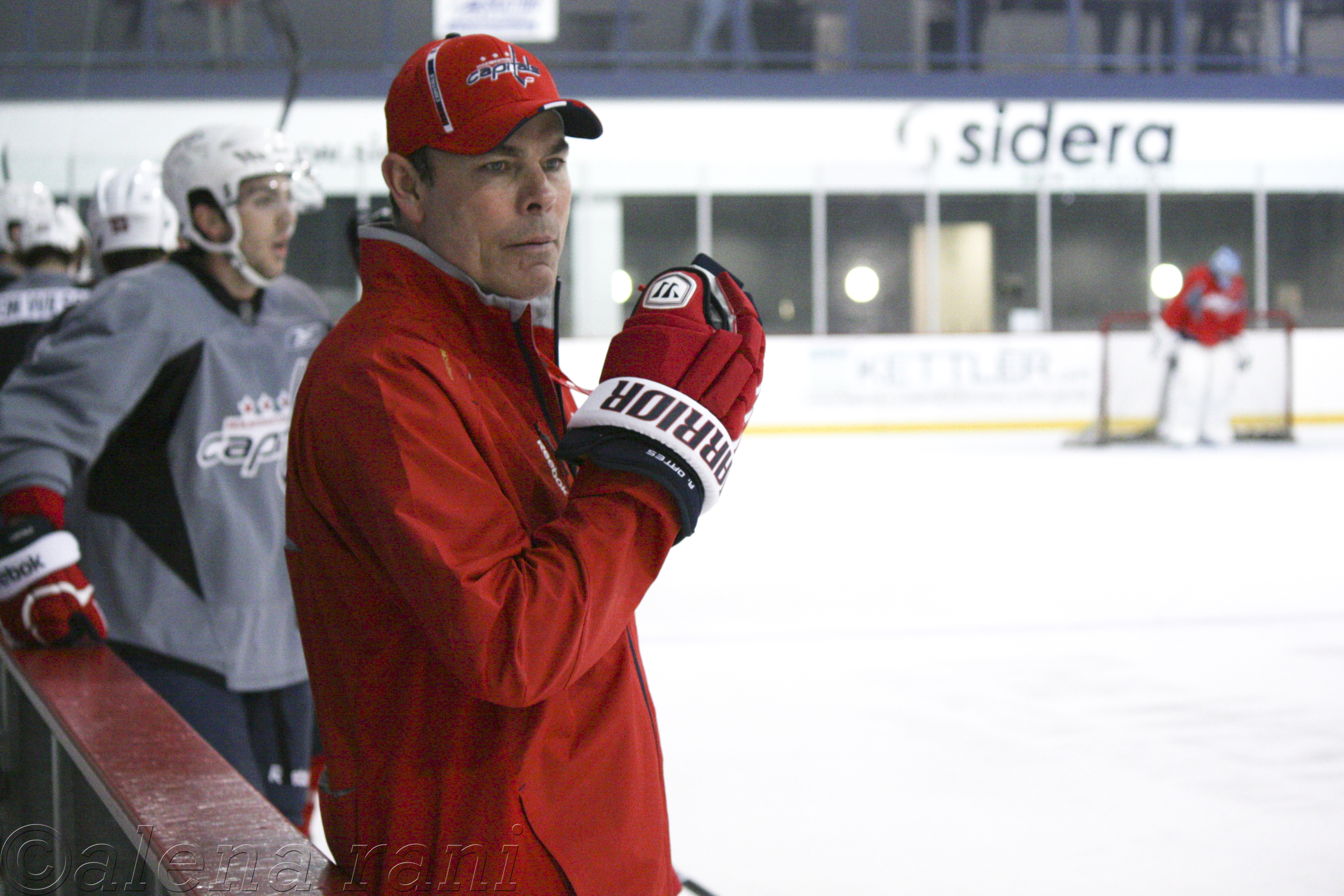
Adam Oates.

| Ishockey - Nick Bailen - Erik Burgdoerfer - Jerry D'Amigo - Joé Juneau - Jason Kasdorf | - Matt Murley - Adam Oates - Brandon Pirri - Daren Puppa - Graeme Townshend - Mike Zalewski |